# Landis Gores
Landis Gores (31 de agosto de 1919 – 18 de março de 1991) foi um arquiteto americano, natural de Cincinnati, Ohio. Landis era conhecido por seu modernista Gores Pavilion, a Gores Family House e a House for All Seasons.

## Vida pregressa
Depois de crescer no Centro-Oeste e formar-se em Summa Cum Laude, em Princeton, em 1939, Gores continuou sua educação na Harvard Graduate School of Design. Na opinião de Landis, Harvard tinha o melhor departamento de arquitetura. Enquanto estava em Harvard, Landis se aproximou do colega Philip Johnson e do professor Marcel Breuer, que mais tarde se tornariam membros do moderno grupo de arquitetura Harvard Five (que incluía John Johansen e Eliot Noyes).
Depois de se formar em 1942, ele serviu na Segunda Guerra Mundial. Gores participou de uma operação hiper-secreta conhecida como Ultra, que quebrou o código do alto comando alemão. Quando completou o serviço ativo, havia sido agraciado com a Legião do Mérito e a Ordem do Império Britânico. Ele continuou na Reserva do Exército dos Estados Unidos no posto de Major.

## Carreira
Retornando da guerra, de 1945 a 1951, ele trabalhou com Philip Johnson. Eles eram uma boa equipe: Johnson projetaria e Gores elaboraria as ideias para um resultado polido. Gores ajudou Johnson nas casas inspiradas no estilo miesiano antigo, que incluíam a Booth House, a casa Rockefeller, o jardim MOMA e a famosa Glass House. Após reclamações de que Johnson ainda não havia passado no exame de arquitetura de Nova York e, portanto, não podia praticar no estado de Nova York, os dois deixaram o escritório em Nova Iorque e transferiram sua prática para New Canaan, Connecticut. Em 1951, Johnson e Gores se separaram profissionalmente e, em 1º de novembro, Gores abriu sua própria prática arquitetônica, uma data que correspondia ao nascimento de seu quarto filho.
Em 1954, apenas três anos depois, Gores contraiu poliomielite, apenas um ano antes do governo dos EUA aprovar a distribuição da vacina contra a doença. Gores ficou inicialmente confinado a um pulmão de ferro e pelo resto da vida e os médicos o informaram que suas atividades físicas seriam severamente restringidas. No entanto, ele lentamente começou a retomar seu trabalho com a ajuda de seu amigo íntimo John Irwin (para quem mais tarde construiu o famoso Gores Pavilion), que transformou Gores em uma máquina de escrever elétrica especial para que ele pudesse continuar sua carreira arquitetônica.
No entanto, o trabalho de Landis era limitado, segundo sua esposa Pamela, "as pessoas não queriam alguém em cadeira de rodas. Isso os deixou nervosos." Para ajudar o marido a continuar com seu amor pela arquitetura, Pamela se envolveu em seu trabalho e até atuou como empreiteira em um de seus projetos.
O trabalho de Gores é caracterizado por várias características únicas. Uma lareira de grandes dimensões da Prairie é um denominador comum em quase todos os seus edifícios residenciais. Por exemplo, o Gores Pavilion, a Close House e a própria casa de Gores contêm lareiras grandes com estilo. Além disso, como muitos outros arquitetos modernos da época, Landis incluía grandes quantidades de luz natural incorporando grandes janelas de vidro em seus projetos de construção.
Gores foi inspirado pelo acolhimento de Frank Lloyd Wright e Walter Gropius ao Movimento Internacional. Ele visitou os edifícios de Gropius como estudante, a fim de apreciar plenamente as obras de arte que Gropius construiu.
Em 1991, Landis Gores morreu. Ele não teve contato com Philip Johnson nos últimos anos de sua vida, mas, mesmo assim, Johnson admirou seu colega arquiteto."...Lembro-me do extraordinário brilho de Landis na escola, seu domínio do inglês, a incrível capacidade de sua mente...", Philip Johnson escreveu em uma carta para a viúva de Landis, Pamela Gores.
A casa da família Gores foi listada no Registro Nacional de Lugares Históricos dos EUA como Landis Gores House em 2001.

## Trabalhos notáveis
Entre seus trabalhos mais elogiados está o Pavilhão Gores, em New Canaan, Connecticut. Gores foi contratado para projetar o prédio como uma casa na piscina e um refúgio pessoal para o proeminente advogado John Irwin e sua esposa Jane Watson, filha do fundador da IBM.
Hoje, a cidade de Nova Canaã possui a propriedade dos Irwins e a transformou em um parque público. A piscina foi preenchida e a negligenciada Pool House foi ameaçada de demolição. Em 2007, o Friends of the Gores Pavilion, com a ajuda da Sociedade Histórica de Nova Canaã, convenceu a cidade a arrendar a casa da piscina para eles como um museu para o movimento da arquitetura moderna em Nova Canaã e arredores. Uma campanha de angariação de fundos foi iniciada para sua renovação como o "Pavilhão de Gores". Tom Nissley, co-presidente do Friends of the Gores Pavilion, resume o resgate da estrutura dizendo: "A casa da piscina representa os modernos de uma maneira muito agradável... e é um parque público, para que as pessoas possam vir e vê-lo sem interromper a casa de alguém."

## Outros trabalhos
Gores também é conhecido pelo Hospital Van Doren e Strathmore Village, em Fairfield, Connecticut, bem como pelos prédios do ensino médio e da ciência da New Canaan Country Day School.